# Clocher à flèche de charpente

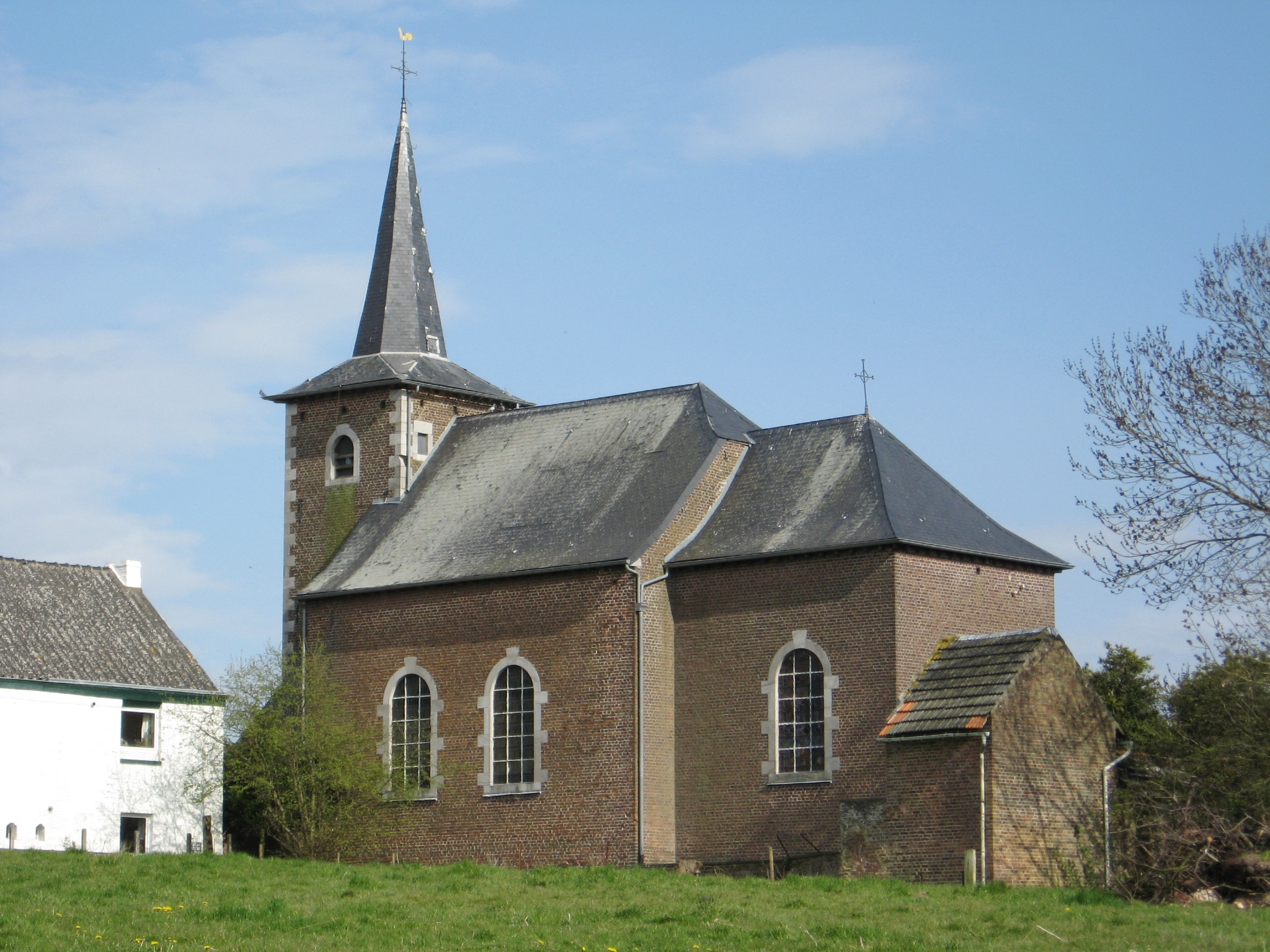
Flèche octogonale à égout retroussé de plan carré de l'église de Bettincourt (Belgique).

Le clocher à flèche de charpente est formé d'un beffroi parallélépipédique (abritant les cloches) et d'une couverture de plan centré dont la hauteur est supérieure à la largeur de sa base. La flèche de charpente ne doit pas être confondue avec la flèche en pierre, laquelle est non pas une couverture mais une voûte à extrados en couverture.

## Description
Selon sa forme, la flèche de couverture peut être octogonale (cas le plus courant), torse, conique, rhomboïdale.

### Flèche octogonale
Lorsqu'une flèche octogonale surmonte le toit en pavillon d'un clocher, on parle aussi de « flèche double ».

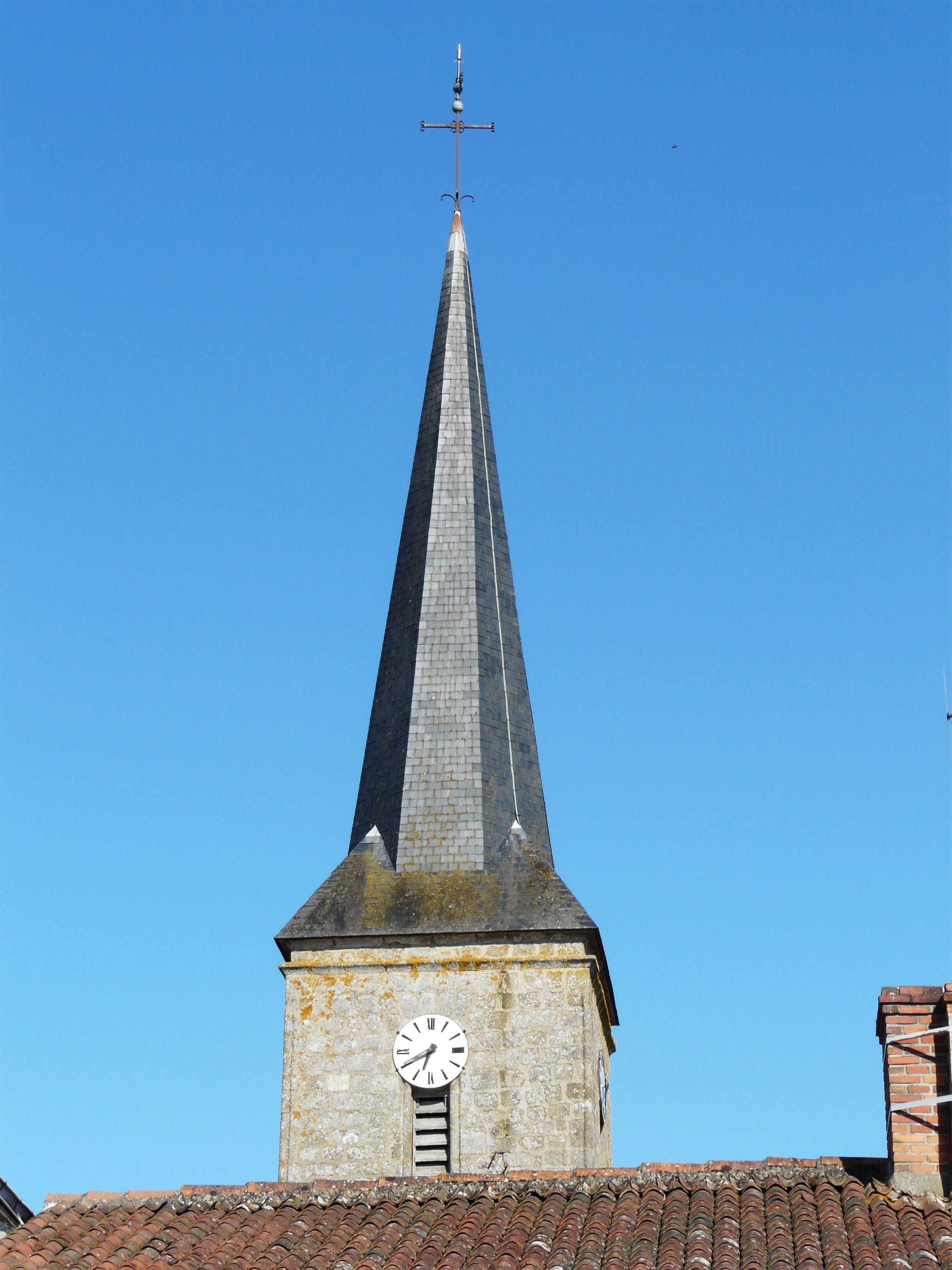
Flèche octogonale à égout retroussé de plan carré de l'église de Boussais (Deux-Sèvres).
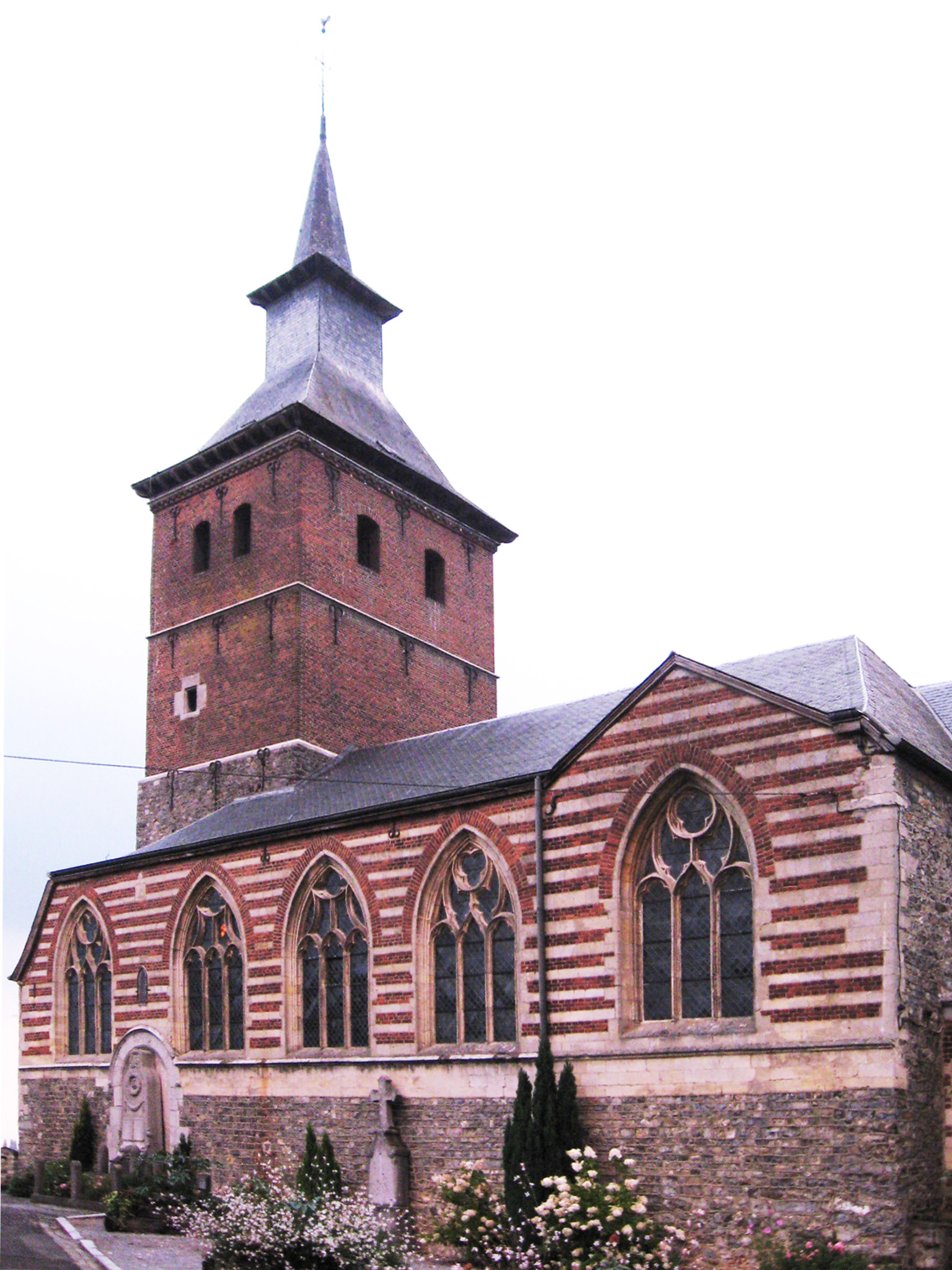
Flèche double de l'église de Thys (Belgique).
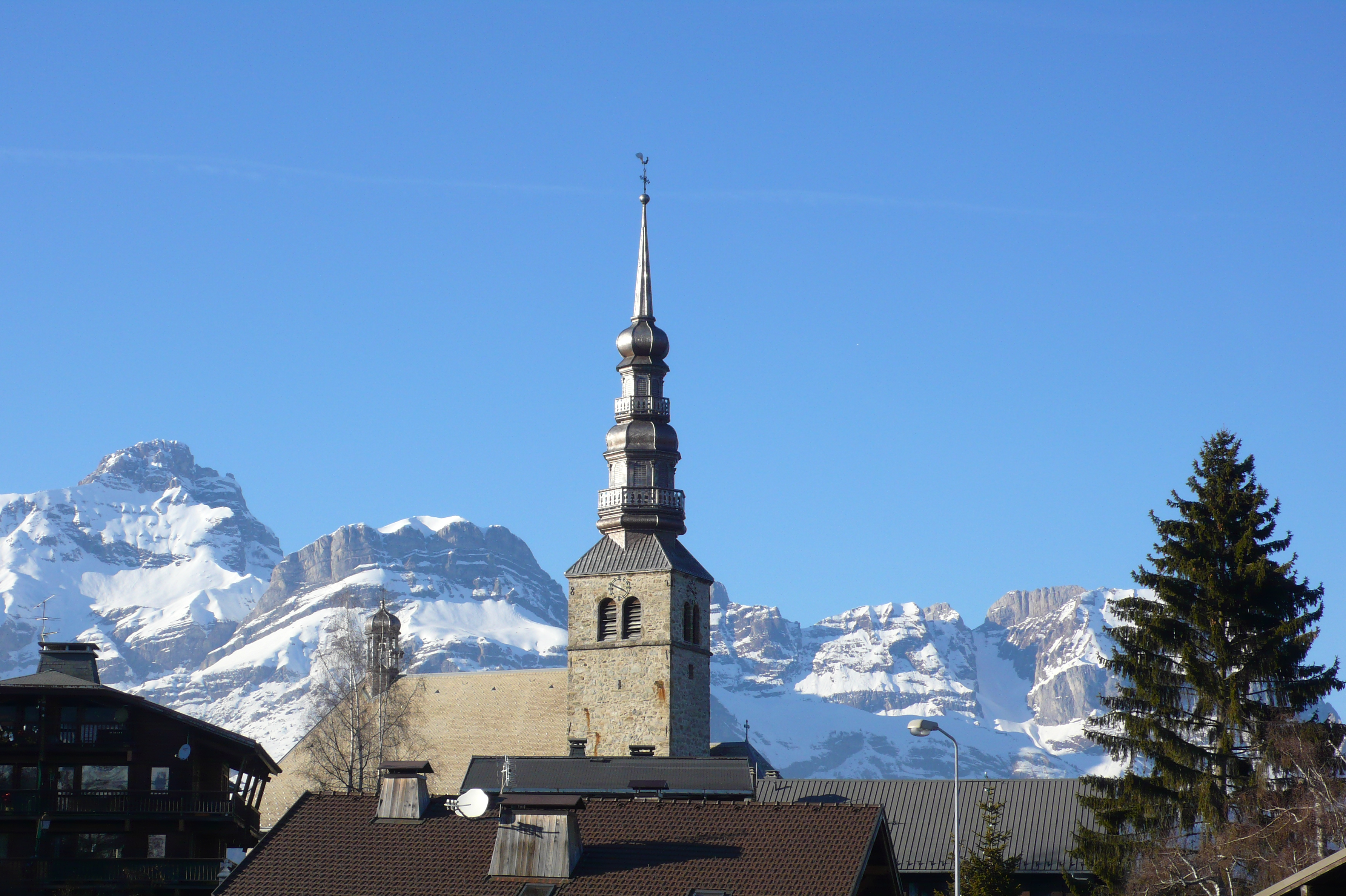
Flèche octogonale à bulbes de l'église de Combloux (Haute-Savoie).

### Flèche torse
La flèche torse est une flèche octogonale dont les arêtes sont tournées en hélice. On parle aussi de « flèche hélicoïdale ou vrillée ».

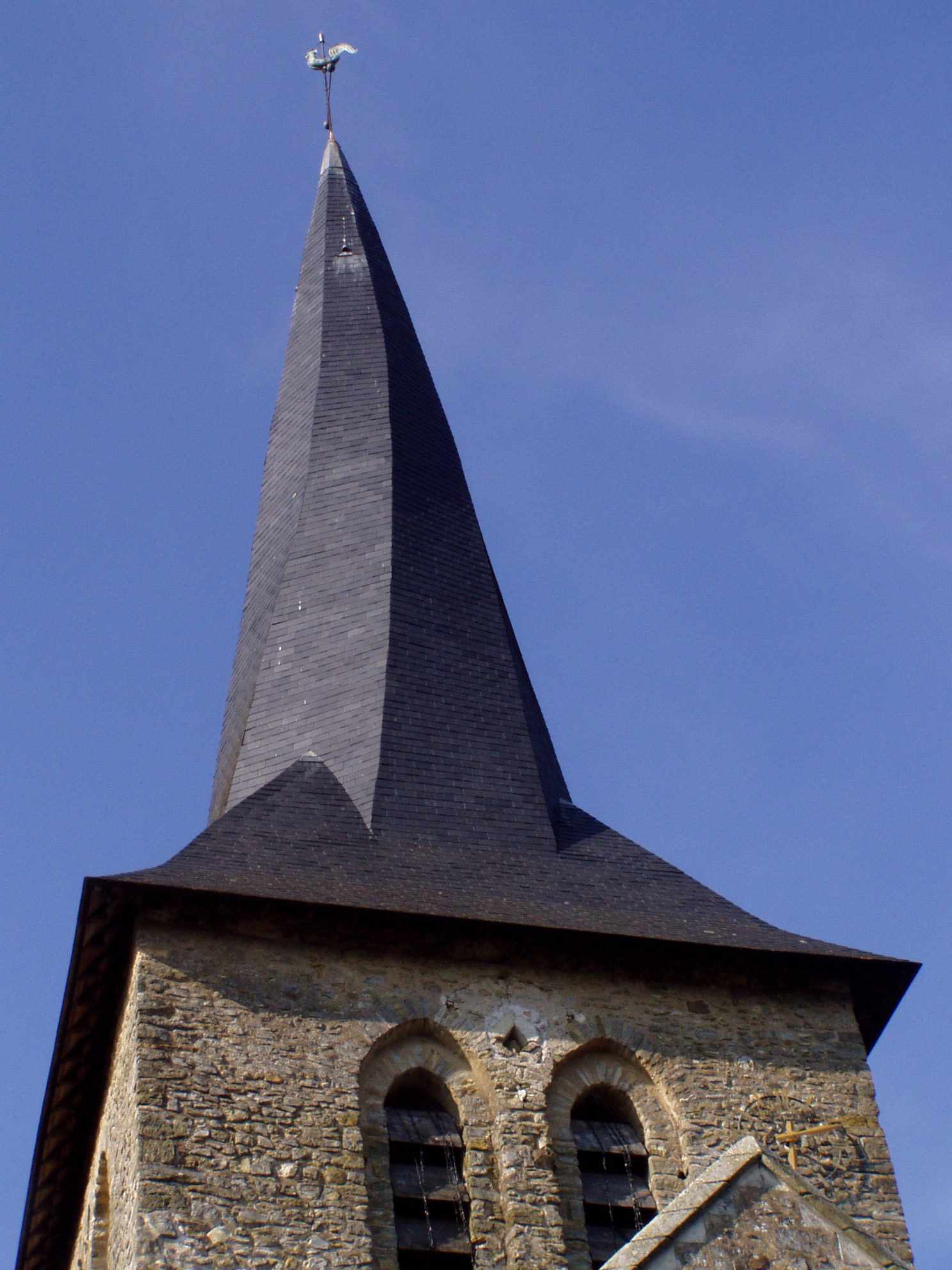
Flèche torse de l'église de Chemire-sur-Sarthe (Maine-et-Loire).
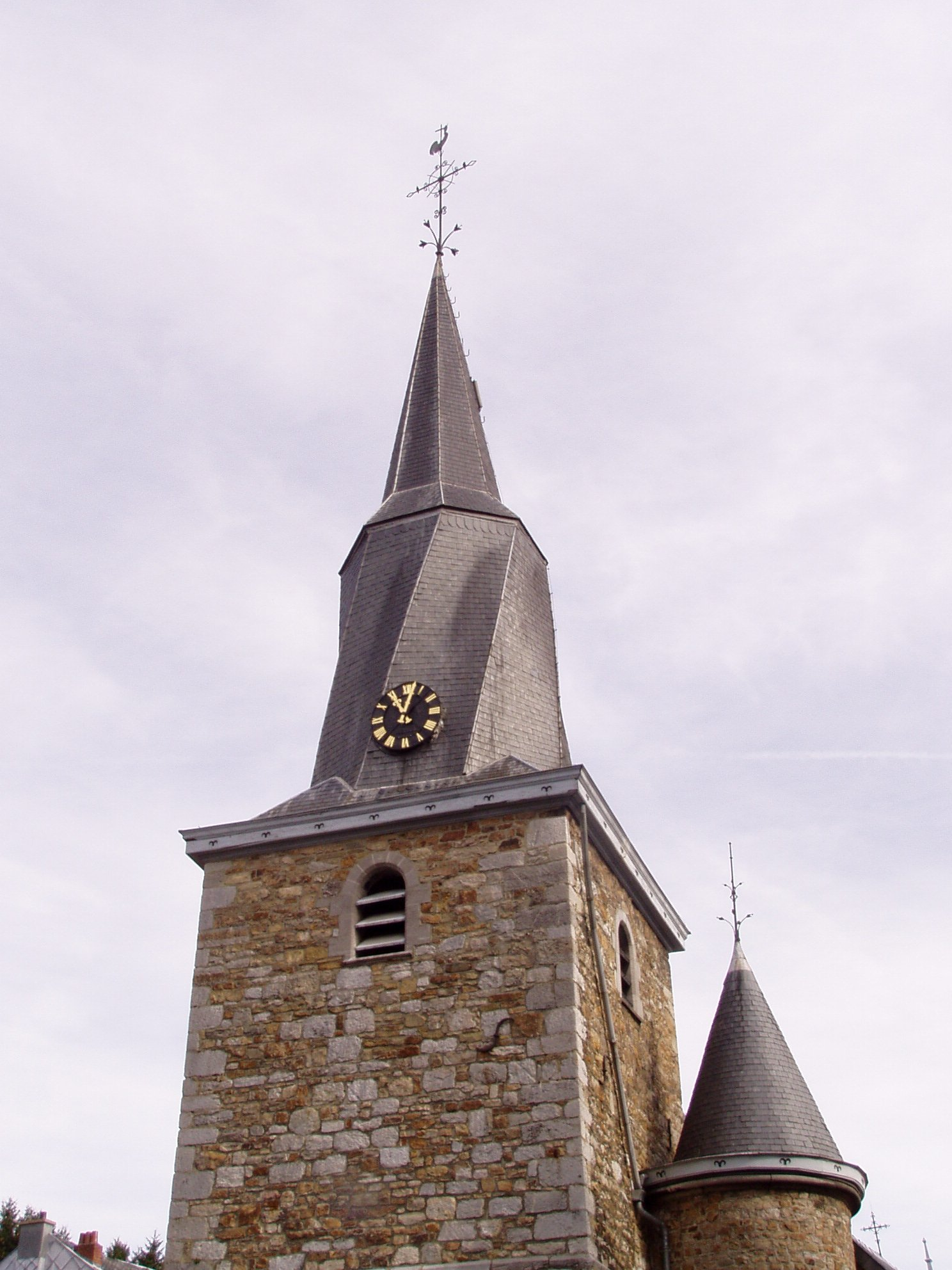
Flèche double et torse de l'église de Polleur (Belgique).

### Flèche conique
Il s'agit d'une flèche en forme de cône à directrice rectiligne (cône droit) ou bombée (ogive).

### Flèche rhomboïdale
Il s'agit d'une flèche à versants en losange couvrant un bâtiment carré ou octogonal dont toutes les faces se terminent en pignons contigus. On parle également de  « flèche octogonale sur pignons ».

### Flèche et abat-sons
Il existe des flèches octogonales à plusieurs égouts superposés formant abat-son.

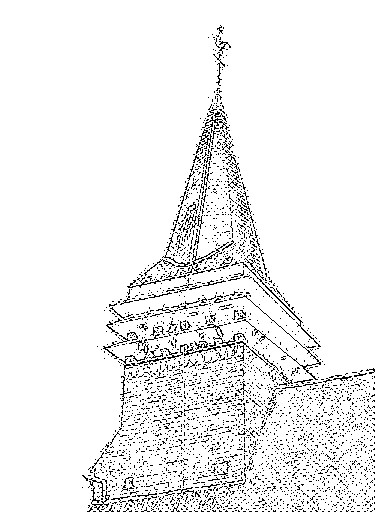
Clocher de Renancourt (Somme) : abat-sons en forme de trois ouïes béantes laissant apparaître les montants de charpente, avec la plus basse au niveau de la nef.
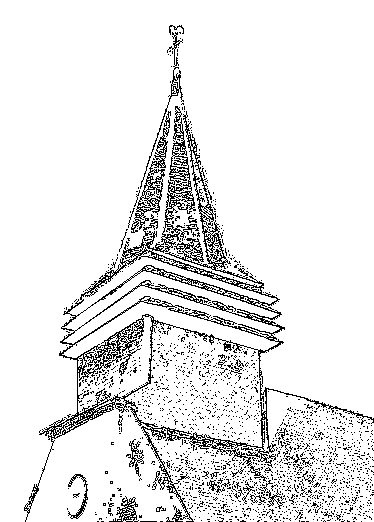
Clocher de Rogy (Somme) : abat-sons en forme de quatre ouïes fines.

Lorsque la flèche intègre le beffroi, les abat-sons sont intégrés à la ligne d'ensemble.

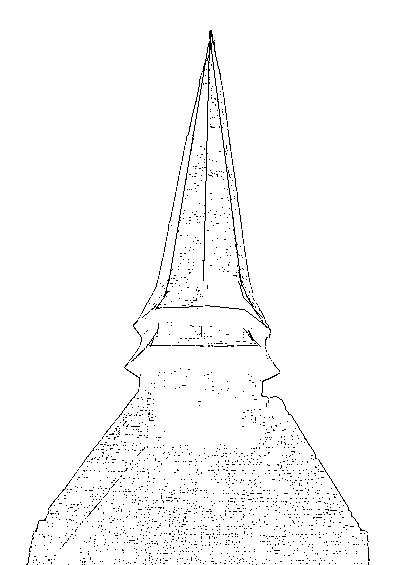
Clocher de Dreuil-Hamel (Somme) : les deux abat-sons sont intégrés à la ligne du clocher.